# Liste der Mitglieder der Bremischen Bürgerschaft (19. Wahlperiode)

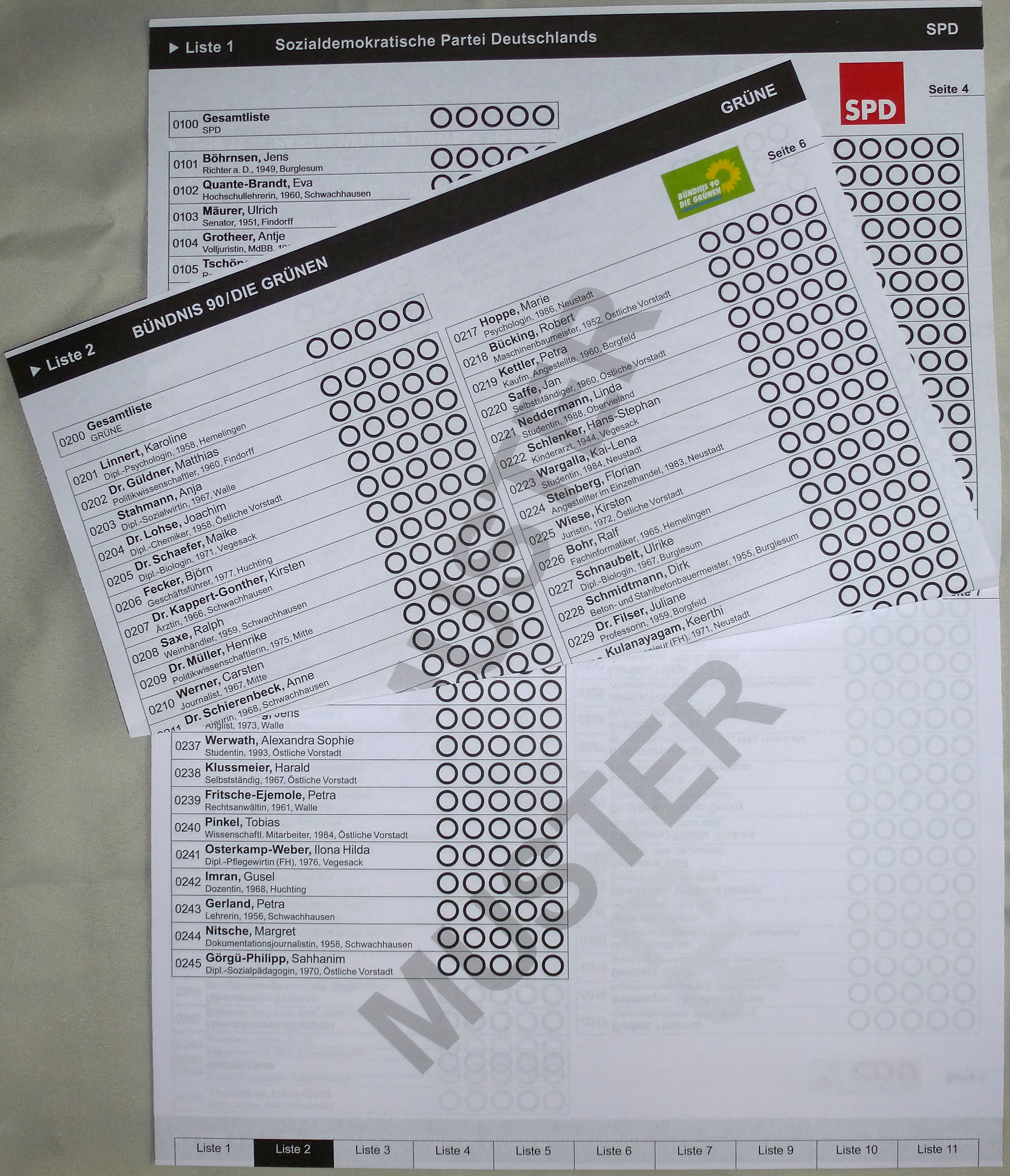
Der Stimmzettel für die Bürgerschaftswahl in Bremen 2015 war im Wahlbereich Bremen ein DIN-A4-Heft mit 18 genutzten Seiten

Die 19. Legislaturperiode der bremischen Bürgerschaft lief vom 8. Juni 2015 bis zum 7. Juni 2019.
Die Mitglieder der Bürgerschaft wurden durch die Wahl vom 10. Mai 2015 bestimmt. Zeitgleich fanden die Wahlen zur Stadtverordnetenversammlung in Bremerhaven und zu den Stadtteilbeiräten in Bremen statt.

## Grundlagen
Gemäß § 5 Bremisches Wahlgesetz bestand die Bürgerschaft (Landtag) aus 83 Mitgliedern, davon 68 aus dem Wahlbereich Bremen und 15 aus dem Wahlbereich Bremerhaven.
Die Abgeordneten aus dem Wahlbereich Bremen waren in der Regel zugleich Mitglieder der Stadtbürgerschaft. Aufgrund der Wahlberechtigung auch für Bürger der Europäischen Union bei Kommunalwahlen konnten Stadtbürgerschaft und der stadtbremische Anteil des Landtags unterschiedlich besetzt sein.

## Wahlergebnis (amtliches Endergebnis)
- Linke: 8
- SPD: 30
- Grüne: 14
- FDP: 6
- CDU: 20
- BIW: 1
- AfD: 4

Der Landeswahlleiter veröffentlichte folgendes amtliches Endergebnis:
Die Wahlbeteiligung belief sich auf 50,2 % (Bürgerschaftswahl 2011: 55,5 %).
Die folgende Tabelle enthält nur die Parteien und Wählervereinigungen, auf die Bürgerschaftssitze entfielen.
| Partei    | Stimmen     | Anteil      | Mandate     | Stimmen      | Anteil       | Mandate      | Stimmen     | Anteil      | Mandate     |
|           | Land Bremen | Land Bremen | Land Bremen | Stadt Bremen | Stadt Bremen | Stadt Bremen | Bremerhaven | Bremerhaven | Bremerhaven |
| --------- | ----------- | ----------- | ----------- | ------------ | ------------ | ------------ | ----------- | ----------- | ----------- |
| SPD       | 383.509     | 32,8 %      | 30 1        | 329.272      | 32,6 %       | 24           | 54.237      | 34,0 %      | 6 1         |
| Grüne     | 176.807     | 15,1 %      | 14          | 158.971      | 15,8 %       | 12           | 17.836      | 11,2 %      | 2           |
| CDU       | 261.929     | 22,4 %      | 20          | 223.796      | 22,2 %       | 16           | 38.133      | 23,9 %      | 4           |
| Die Linke | 111.485     | 9,5 %       | 8           | 100.242      | 9,9 %        | 7            | 11.243      | 7,0 %       | 1           |
| BIW       | 37.759      | 3,2 %       | 1           | 27.425       | 2,7 %        | 0            | 10.334      | 6,5 %       | 1           |
| FDP       | 76.754      | 6,6 %       | 6           | 68.009       | 6,7 %        | 5            | 8.745       | 5,5 %       | 1           |
| AfD       | 64.368      | 5,5 %       | 4 1         | 56.432       | 5,6 %        | 4            | 7.936       | 4,9 %       | 0 1         |

## Abgeordnete
Die Tabelle enthält die gewählten Abgeordneten nach dem amtlichen Endergebnis, auch wenn sie ausgeschieden sind oder ihr Mandat ruht, sowie nachgerückte Bewerber. Die Bremerhavener Abgeordneten sind nur im Landtag vertreten.
In zwei Fällen weicht die Besetzung der Stadtbürgerschaft von der des Landtags ab, und zwar bei der Liste der Grünen und bei der Liste der CDU. Kai-Lena Wargalla (Grüne) und Detlef Scharf (CDU) gehören der Stadtbürgerschaft, aber nicht dem Landtag an. Dafür gehören Sahhanim Görgü-Philipp (Grüne) und Birgit Bergmann (gewählt über CDU-Liste) dem Landtag, aber nicht der Stadtbürgerschaft an.
Da die AfD für die Fraktionsbildung zu wenig Abgeordnete hatte, bildete sie eine parlamentarische Gruppe. Nach dem Parteiaustritt dreier AfD-Abgeordneter bei gleichzeitigem Verbleib in der Gruppe wurde diese Mitte Juli 2015 in Bremer Bürgerliche Reformer (BBR) umbenannt. Die drei ehemaligen AfD-Abgeordneten waren Gründungsmitglieder der Partei Allianz für Fortschritt und Aufbruch bzw. traten dieser unmittelbar nach Gründung bei, weswegen Ende Juli 2015 die Umbenennung in ALFA-Gruppe-Bremen erfolgte und mit dem Namenswechsel der Partei im November 2016 dann die Umbenennung in Gruppe Liberal-Konservative Reformer.
| Bild                    | Name                    | Partei                  | WB | Kommentar |
| ----------------------- | ----------------------- | ----------------------- | -- | --- |
| Mehmet Sirri Acar       | Mehmet Sirri Acar       | SPD                     | 1  | |
| Sandra Ahrens           | Sandra Ahrens           | CDU                     | 1  | Schriftführerin der Bürgerschaft |
| Sascha Karolin Aulepp   | Sascha Karolin Aulepp   | SPD                     | 1  | nachgerückt am 21. Juli 2015 für Sarah Ryglewski |
| Rainer Holger Bensch    | Rainer Holger Bensch    | CDU                     | 1  | |
| Birgit Bergmann         | Birgit Bergmann         | FDP                     | 1  | nur Landtag. Gewählt über die CDU-Liste, parteilos nach Austritt aus der CDU, Mitglied der FDP-Fraktion im März 2018                                                                            |
| Claudia Bernhard        | Claudia Bernhard        | LINKE                   | 1  | |
| Elombo Bolayela         | Elombo Bolayela         | SPD                     | 1  | |
| Sybille Böschen         | Sybille Böschen         | SPD                     | 2  | nur Landtag, stellv. Fraktionsvorsitzende |
| Thomas vom Bruch        | Thomas vom Bruch        | CDU                     | 1  | nachgerückt am 9. Juni 2011 für Elisabeth Motschmann, stellv. Fraktionsvorsitzender |
| Rainer Buchholz         | Rainer Buchholz         | FDP                     | 1  | |
| Robert Bücking          | Robert Bücking          | GRÜNE                   | 1  | |
| Magnus Buhlert          | Magnus Buhlert          | FDP                     | 1  | stellv. Fraktionsvorsitzender, Schriftführer der Bürgerschaft |
| Jens Crueger            | Jens Crueger            | SPD                     | 1  | |
| Stephanie Dehne         | Stephanie Dehne         | SPD                     | 1  | nachgerückt am 8. Juni 2015 für ein Senatsmitglied |
| Sina Dertwinkel         | Sina Dertwinkel         | CDU                     | 2  | nur Landtag, nachgerückt am 7. Januar 2016 für Paul Bödeker |
| Sülmez Dogan            | Sülmez Dogan            | GRÜNE                   | 2  | nur Landtag, Vizepräsidentin der Bürgerschaft |
| Jens Eckhoff            | Jens Eckhoff            | CDU                     | 1  | |
| Peter Erlanson          | Peter Erlanson          | LINKE                   | 1  | |
| Björn Fecker            | Björn Fecker            | GRÜNE                   | 1  | stellv. Fraktionsvorsitzender |
| Sahhanim Görgü-Philipp  | Sahhanim Görgü-Philipp  | GRÜNE                   | 1  | nur Landtag, nachgerückt am 30. September 2016 für Wilko Zicht |
| Arno Gottschalk         | Arno Gottschalk         | SPD                     | 1  | |
| Susanne Grobien         | Susanne Grobien         | CDU                     | 1  | |
| Sigrid Grönert          | Sigrid Grönert          | CDU                     | 1  | |
| Antje Grotheer          | Antje Grotheer          | SPD                     | 1  | Landtagspräsidentin |
| Matthias Güldner        | Matthias Güldner        | GRÜNE                   | 1  | |
| Mustafa Güngör          | Mustafa Güngör          | SPD                     | 1  | |
| Rainer Hamann           | Rainer Hamann           | SPD                     | 1  | |
| Hauke Hilz              | Hauke Hilz              | FDP                     | 2  | nur Landtag, stellv. Fraktionsvorsitzender |
| Wilhelm Hinners         | Wilhelm Hinners         | CDU                     | 1  | |
| Frank Imhoff            | Frank Imhoff            | CDU                     | 1  | Vizepräsident der Bürgerschaft |
| Nelson Janßen           | Nelson Janßen           | LINKE                   | 2  | nur Landtag |
| Petra Jäschke           | Petra Jäschke           | SPD                     | 2  | nur Landtag, nachgerückt am 28. Oktober 2015 für Manuela Mahnke |
| Julie Kohlrausch        | Julie Kohlrausch        | FDP                     | 1  | |
| Andreas Kottisch        | Andreas Kottisch        | SPD                     | 1  | |
| Petra Krümpfer          | Petra Krümpfer          | SPD                     | 1  | |
| Piet Leidreiter         | Piet Leidreiter         | BIW                     | 1  | als AfD-Mitglied in die Bürgerschaft gewählt, Wechsel zu ALFA im Juli 2015 (seit Nov. 2016 LKR), Wechsel zu BIW im Juni 2017                                                                    |
| Sophia Leonidakis       | Sophia Leonidakis       | LINKE                   | 1  | |
| Max Liess               | Max Liess               | SPD                     | 1  | nachgerückt am 8. Juni 2015 für Jens Böhrnsen |
| Marco Lübke             | Marco Lübke             | CDU                     | 1  | |
| Sascha Lucht            | Sascha Lucht            | CDU                     | 2  | nur Landtag, nachgerückt am 28. Juni 2015 für Michael Teiser |
| Klaus Möhle             | Klaus Möhle             | SPD                     | 1  | |
| Henrike Müller          | Henrike Müller          | GRÜNE                   | 1  | nachgerückt am 8. Juni 2015 für ein Senatsmitglied |
| Silvia Maria Neumeyer   | Silvia Maria Neumeyer   | CDU                     | 1  | |
| Turhal Özdal            | Turhal Özdal            | CDU                     | 2  | nur Landtag, als Grünen-Mitglied in die Bürgerschaft gewählt, Partei- und Fraktionsaustritt am 15. Februar 2016, ab 19. Februar 2016 Gast der CDU-Fraktion, Eintritt in die CDU am 1. März 2016 |
| Mustafa Kemal Öztürk    | Mustafa Kemal Öztürk    | GRÜNE                   | 1  | |
| Patrick Cem Öztürk      | Patrick Cem Öztürk      | SPD, fraktionslos       | 2  | nur Landtag, am 24. Oktober 2016 aus der SPD-Fraktion ausgetreten |
| Insa Peters-Rehwinkel   | Insa Peters-Rehwinkel   | SPD                     | 1  | nachgerückt am 8. Juni 2015 für ein Senatsmitglied |
| Nima Pirooznia          | Nima Pirooznia          | GRÜNE                   | 1  | nachgerückt am 3. November 2017 für Kirsten Kappert-Gonther |
| Jürgen Pohlmann         | Jürgen Pohlmann         | SPD                     | 1  | |
| Bernd-Albert Ravens     | Bernd-Albert Ravens     | parteilos, Fraktion SPD | 2  | nur Landtag, als CDU-Mitglied in die Bürgerschaft gewählt, Partei- und Fraktionsaustritt im Juni 2015, seit August 2016 Mitglied der SPD-Fraktion                                               |
| Dieter Reinken          | Dieter Reinken          | SPD                     | 1  | |
| Klaus Remkes            | Klaus Remkes            | BIW                     | 1  | als AfD-Mitglied in die Bürgerschaft gewählt, Wechsel zu ALFA im Juli 2015 (seit Nov. 2016 LKR), Wechsel zu BIW im Juni 2017                                                                    |
| Claas Heinrich Rohmeyer | Claas Heinrich Rohmeyer | CDU                     | 1  | |
| Ingelore Rosenkötter    | Ingelore Rosenkötter    | SPD                     | 1  | |
| Thomas Röwekamp         | Thomas Röwekamp         | CDU                     | 1  | Fraktionsvorsitzender |
| Klaus-Rainer Rupp       | Klaus-Rainer Rupp       | LINKE                   | 1  | stellv. Fraktionsvorsitzender |
| Jan Saffe               | Jan Saffe               | GRÜNE                   | 1  | nachgerückt am 8. Juni 2015 für ein Senatsmitglied (nur Landtag), in die Stadtbürgerschaft nachgerückt am 10. März 2016 für Anne Schierenbeck                                                   |
| Ralph Saxe              | Ralph Saxe              | GRÜNE                   | 1  | |
| Maike Schaefer          | Maike Schaefer          | GRÜNE                   | 1  | Fraktionsvorsitzende |
| Christian Schäfer       | Christian Schäfer       | LKR                     | 1  | als AfD-Mitglied in die Bürgerschaft gewählt, Wechsel zu ALFA im Juli 2015 (seit Nov. 2016 LKR)                                                                                                 |
| Detlef Scharf           | Detlef Scharf           | CDU                     | 1  | nur Stadtbürgerschaft |
| Frank Schildt           | Frank Schildt           | SPD                     | 2  | nur Landtag, nachgerückt am 1. November 2017 für Uwe Schmidt |
| Christine Schnittker    | Christine Schnittker    | CDU                     | 2  | nur Landtag |
| Sükrü Senkal            | Sükrü Senkal            | SPD                     | 1  | Schriftführer der Bürgerschaft |
| Mehmet Ali Seyrek       | Mehmet Ali Seyrek       | SPD                     | 1  | |
| Heike Sprehe            | Heike Sprehe            | SPD                     | 1  | |
| Heiko Strohmann         | Heiko Strohmann         | CDU                     | 1  | |
| Miriam Strunge          | Miriam Strunge          | LINKE                   | 1  | |
| Alexander Tassis        | Alexander Tassis        | AfD                     | 1  | bis 16. Juli 2015 Mitglied der in „Bremer Bürgerliche Reformer“ umbenannten AfD-Gruppe |
| Jan Timke               | Jan Timke               | BIW                     | 2  | nur Landtag |
| Elias Tsartilidis       | Elias Tsartilidis       | SPD                     | 2  | nur Landtag |
| Björn Tschöpe           | Björn Tschöpe           | SPD                     | 1  | Fraktionsvorsitzender |
| Valentina Tuchel        | Valentina Tuchel        | SPD                     | 1  | |
| Eyfer Tunc              | Eyfer Tunc              | SPD                     | 1  | nachgerückt am 18. Februar 2019 für Christian Weber |
| Cindi Tuncel            | Cindi Tuncel            | LINKE                   | 1  | stellv. Fraktionsvorsitzender, Schriftführer der Bürgerschaft |
| Kristina Vogt           | Kristina Vogt           | LINKE                   | 1  | Fraktionsvorsitzende |
| Kai-Lena Wargalla       | Kai-Lena Wargalla       | GRÜNE                   | 1  | nur Stadtbürgerschaft, nachgerückt am 30. September 2016 für Wilko Zicht |
| Helmut Weigelt          | Helmut Weigelt          | SPD                     | 1  | |
| Holger Welt             | Holger Welt             | SPD                     | 2  | nur Landtag, nachgerückt am 8. Juni 2015 für Martin Günthner |
| Susanne Wendland        | Susanne Wendland        | parteilos               | 1  | Als Mitglied der Grünen in die Bürgerschaft gewählt, Partei- und Fraktionsaustritt im Mai 2017, seitdem fraktionslos                                                                            |
| Lencke Wischhusen       | Lencke Wischhusen       | FDP                     | 1  | Fraktionsvorsitzende |
| Oğuzhan Yazıcı          | Oğuzhan Yazıcı          | CDU                     | 1  | |
| Kabire Yildiz           | Kabire Yildiz           | GRÜNE                   | 1  | nachgerückt am 8. Juni 2015 für ein Senatsmitglied (nur Stadtbürgerschaft), in den Landtag nachgerückt am 7. März 2016 für Anne Schierenbeck                                                    |
| Peter Zenner            | Peter Zenner            | FDP                     | 1  | |

Die Mandate der Senatsmitglieder ruhen nach Artikel 108 der Landesverfassung.

## Deputierte, die keine Abgeordneten sind
Bürgerschaft (Landtag) und Stadtbürgerschaft haben am 22. Juli 2015 die staatlichen und städtischen Deputationen eingesetzt und die Mitglieder der Deputationen gewählt.
Folgende Personen, die der Bürgerschaft nicht angehören, wurden zu Mitgliedern der Deputationen gewählt oder gehören als Senatsmitglied von Amts wegen den Deputationen ihres Geschäftsbereichs an.
| Name                   | Partei    | Anmerkungen    |
| ---------------------- | --------- | -------------- |
| Ruken Aytaş            | SPD       |                |
| Hartmut Bodeit         | CDU       |                |
| Claudia Bogedan        | SPD       | Senatsmitglied |
| Sören Böhrnsen         | SPD       |                |
| Ulf-Brün Drechsel      | FDP       |                |
| Hela Dumas             | CDU       |                |
| Andreas Feddern        | SPD       |                |
| Catharina Hanke        | SPD       |                |
| Norbert Holzapfel      | CDU       |                |
| Iris Lauterbach-Wenig  | SPD       |                |
| Joachim Lohse          | Grüne     | Senatsmitglied |
| Helga Lürßen           | CDU       |                |
| Sabine Markmann-Breuer | SPD       |                |
| Ulrich Mäurer          | SPD       | Senatsmitglied |
| Martin Michalik        | CDU       |                |
| Monika Peters          | CDU       |                |
| Eva Quante-Brandt      | SPD       | Senatsmitglied |
| Anja Schiemann         | SPD       |                |
| Bernd Schomaker        | FDP       |                |
| Ralf Schwarz           | CDU       |                |
| Alexandra Werwath      | Grüne     |                |
| Horst Wesemann         | Die Linke |                |

## Ausgeschiedene Abgeordnete
| Bild                    | Name                    | Partei | WB | Kommentar |
| ----------------------- | ----------------------- | ------ | -- | --- |
| Paul Bödeker            | Paul Bödeker            | CDU    | 2  | nur Landtag, ausgeschieden am 4. Januar 2016 |
| Jens Böhrnsen           | Jens Böhrnsen           | SPD    | 1  | zunächst nicht eingetreten wegen Senatsmitgliedschaft, dann Verzicht |
| Martin Günthner         | Martin Günthner         | SPD    | 2  | nur Landtag, nicht eingetreten wegen Senatsmitgliedschaft |
| Kirsten Kappert-Gonther | Kirsten Kappert-Gonther | GRÜNE  | 1  | stellv. Fraktionsvorsitzende, ausgeschieden am 25. Oktober 2017, Bundestagsabgeordnete                                                                                       |
| Jörg Kastendiek         | Jörg Kastendiek         | CDU    | 1  | verstorben am 13. Mai 2019 |
| Karoline Linnert        | Karoline Linnert        | GRÜNE  | 1  | nicht eingetreten wegen Senatsmitgliedschaft |
| Joachim Lohse           | Joachim Lohse           | GRÜNE  | 1  | nicht eingetreten wegen Senatsmitgliedschaft |
| Manuela Mahnke          | Manuela Mahnke          | SPD    | 2  | nur Landtag, Schriftführerin der Bürgerschaft, ausgeschieden am 21. Oktober 2015                                                                                             |
| Ulrich Mäurer           | Ulrich Mäurer           | SPD    | 1  | nicht eingetreten wegen Senatsmitgliedschaft |
| Elisabeth Motschmann    | Elisabeth Motschmann    | CDU    | 1  | Verzicht zugunsten des Bundestagsmandats |
| Eva Quante-Brandt       | Eva Quante-Brandt       | SPD    | 1  | nicht eingetreten wegen Senatsmitgliedschaft |
| Sarah Janina Ryglewski  | Sarah Janina Ryglewski  | SPD    | 1  | ausgeschieden am 16. Juli 2015, Verzicht wegen Bundestagsmandat |
| Anne Schierenbeck       | Anne Schierenbeck       | GRÜNE  | 1  | gewählt nur in die Stadtbürgerschaft, in den Landtag nachgerückt am 8. Juni 2015 für ein Senatsmitglied, ausgeschieden am 29. Februar 2016                                   |
| Uwe Schmidt             | Uwe Schmidt             | SPD    | 2  | nur Landtag, ausgeschieden am 31. Oktober 2017, Bundestagsabgeordneter |
| Anja Stahmann           | Anja Stahmann           | GRÜNE  | 1  | nicht eingetreten wegen Senatsmitgliedschaft |
| Michael Teiser          | Michael Teiser          | CDU    | 2  | nur Landtag, Verzicht |
| Christian Weber         | Christian Weber         | SPD    | 1  | Landtagspräsident, verstorben am 12. Februar 2019 |
| Wilko Zicht             | Wilko Zicht             | GRÜNE  | 1  | gewählt nur in den Landtag, in die Stadtbürgerschaft nachgerückt am 8. Juni 2015 für ein Senatsmitglied, Schriftführer der Bürgerschaft, ausgeschieden am 22. September 2016 |